# رئيس وزراء الفلبين
رئيس وزراء الفلبين كان التسمية الرسمية لرئيس الحكومة (بينما كان رئيس الفلبين هو رئيس الدولة) في الفلبين من عام 1978 حتى ثورة سلطة الشعب في عام 1986. خلال فترة الأحكام العرفية والجمهورية الرابعة، كان رئيس الوزراء يشغل منصب رئيس القوات المسلحة الفلبينية. كانت هناك نسخة محدودة من هذا المنصب، معروفة رسميًا باسم رئيس مجلس الحكومة، موجودة مؤقتًا في عام 1899 خلال الجمهورية الفلبينية الأولى.
سلفادور لوريل كان آخر رئيس وزراء للفلبين، ثم شغل لاحقًا منصب نائب رئيس الفلبين من عام 1986 إلى عام 1992.

## التاريخ

### الإنشاء الأول (1899)

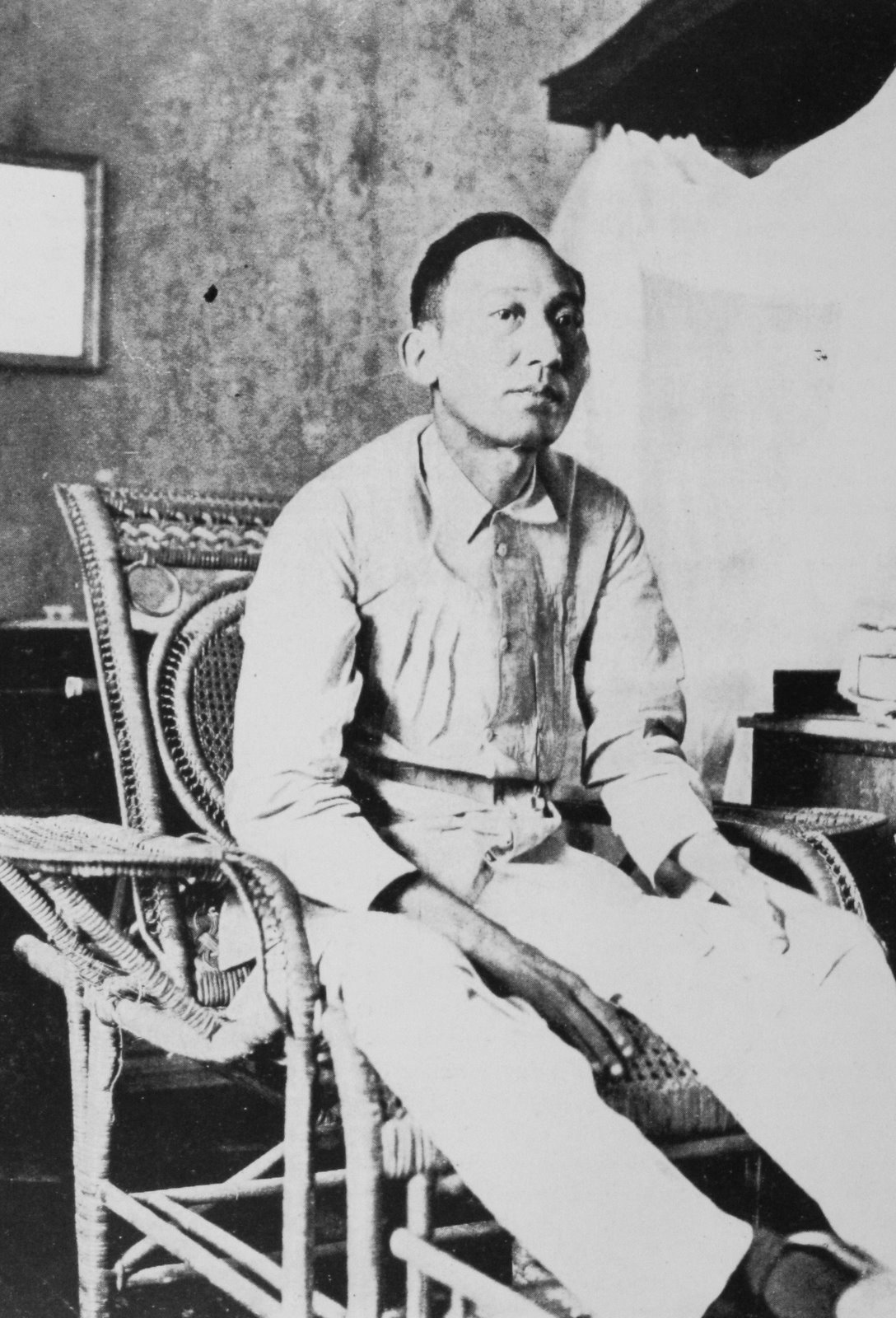
أبوليناريو مابيني، أول رئيس لمجلس الحكومة، يعتبر منصب رئيس الوزراء.

أنشأ دستور الفلبين لعام 1899 منصب مجلس الحكومة الذي كان يتألف من رئيس المجلس وسبعة وزراء. عين رئيس الحكومة الثورية إيميليو أغوينالدو مستشاره أبوليناريو مابيني كأول رئيس لمجلس الحكومة من خلال مرسوم صدر في 2 يناير 1899. أصبح مابيني أيضًا وزير المالية للجمهورية. كان رئيس المجلس يعادل رئيس الوزراء بحكم الواقع.
في 10 ديسمبر 1898، انتهت الحرب بين الولايات المتحدة وإسبانيا بتوقيع معاهدة باريس، حيث تخلت إسبانيا عن جميع حقوقها في كوبا واستسلمت الفلبين وغوام وبورتوريكو للولايات المتحدة. بعد يومين، أمر أغوينالدو محاميه فيليبي أغونسيليو بالطعن في وضع الفلبين كدولة مستقلة وليست مستعمرة إسبانية منذ إعلان الاستقلال في 12 يونيو 1898. لم تعترف الولايات المتحدة بسيادة الفلبين. أدى ذلك إلى صراع خطير عندما تم تأسيس الجمهورية الفلبينية رسميًا في 23 يناير 1899 في مالولوس. بحلول 30 يناير، أرسل أغوينالدو أغونسيليو مرة أخرى، هذه المرة إلى مجلس الشيوخ الأمريكي، للضغط عليهم لإعادة النظر في خططهم والاعتراف رسميًا باستقلال الفلبين.
في الأشهر القليلة التالية، واجه مابيني ضغوطًا سياسية مثل التفاوض لإنهاء الأعمال العدائية بين الفلبينيين والقوات الأمريكية المتبقية في الفلبين بعد الحرب. بعد الفشل في التوصل إلى اتفاقيات ناجحة مع الجيش الأمريكي لضمان وقف إطلاق النار، اندلعت الطلقة الأولى من الحرب الفلبينية الأمريكية في 4 فبراير 1899. اضطرت الحكومة الثورية إلى إخلاء مالولوس ونقل مقر الإدارة من مكان إلى آخر. ترك مابيني، الذي كان تحت الضغط من خصومه السياسيين والفشل في وقف تصاعد التمرد خلال الحرب، المنصب واستسلم للولايات المتحدة في 7 مايو 1899.
كان أحد الخصوم السياسيين الذين أجبروا مابيني على ترك منصبه هو بيدرو أ. باتيرنو، رئيس كونغرس الجمهورية منذ 15 سبتمبر 1898. عارض باتيرنو خطة مابيني الهجومية لمواجهة هجمات الولايات المتحدة خلال الحرب، لذلك اقترح خطط سلام مع الأمريكيين، بحيث تكون الفلبين محمية للولايات المتحدة مع حكم ذاتي كامل. عارض مابيني ذلك، لكن باتيرنو وحلفائه أقنعوا أغوينالدو بحل حكومة مابيني.

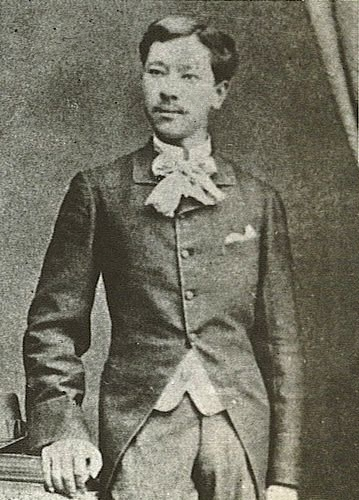
بيدرو أ. باتيرنو خلف مابيني في مايو 1899. أدت أفعاله إلى إعلان الحرب ضد الولايات المتحدة في الشهر التالي.

في اليوم التالي، 8 مايو، عين أغوينالدو باتيرنو رئيسًا لمجلس الحكومة. كانت إحدى أولى خطواته خلال فترة ولايته هي صياغة نسخة من "خطة الحكم الذاتي" إلى لجنة شورمان التي تطلب تسوية سلمية مع الحكومة الأمريكية. كما نصت على أن الفلبينيين مستعدون للتخلي عن فكرة الاستقلال وقبول سيادة الولايات المتحدة على الأرخبيل.
في غضون ذلك، أثار استيلاء باتيرنو على الحكومة الثورية وأفعاله تجاه لجنة شورمان غضب الجنرال أنطونيو لونا، القائد الأعلى للالجيش الفلبيني. أمر باعتقال باتيرنو وأعضاء آخرين في مجلس الوزراء، لكنه فشل في إرسال باتيرنو إلى السجن. بسبب أفعاله، اضطر باتيرنو إلى كتابة بيان في 2 يونيو 1899، يعلن فيه إعلان حرب رسمي ضد الولايات المتحدة. في 5 يونيو، تم اغتيال لونا في نويفا إيسيجا، وكان أحد الأسباب المزعومة لقتله هو هذا الصراع مع باتيرنو.
خلال الحرب، تغير مقر أغوينالدو من مكان إلى آخر شمالاً مع تصاعد عدوانية الأمريكيين. في 13 نوفمبر 1899، تم القبض على باتيرنو من قبل القوات الأمريكية في بينغيت، مما أنهى فترة ولايته كرئيس لمجلس الحكومة. ومع ذلك، لم يعين أغوينالدو خليفة لباتيرنو لأنه كان مشغولاً بالفرار من الجمهورية. في 21 يونيو 1900، قبل باتيرنو، كأسير حرب، العفو الذي منحه الحاكم العسكري الجنرال آرثر ماك آرثر الابن وأقسم أخيرًا الولاء للولايات المتحدة مع أعضاء آخرين من حكومة أغوينالدو.
من عام 1899 إلى عام 1901، كانت الفلبين تحت إدارة حكام عسكريين أمريكيين. عندما تم القبض على أغوينالدو من قبل الجنرال فريدريك فونستون في 23 مارس 1901 في بالانان، إيزابيلا، كانت البلاد تحت إدارة حكام مدنيين حتى إنشاء كومنولث الحكم الذاتي رسميًا في 15 نوفمبر 1935. دستور 1935 الذي يصف عمل الكومنولث لم يكن يحتوي على نص لإحياء منصب رئيس مجلس الحكومة أو إنشاء أي منصب ذي صلة. استمر هذا حتى الجمهورية الثالثة.

### الإنشاء الثاني (1978–1986)

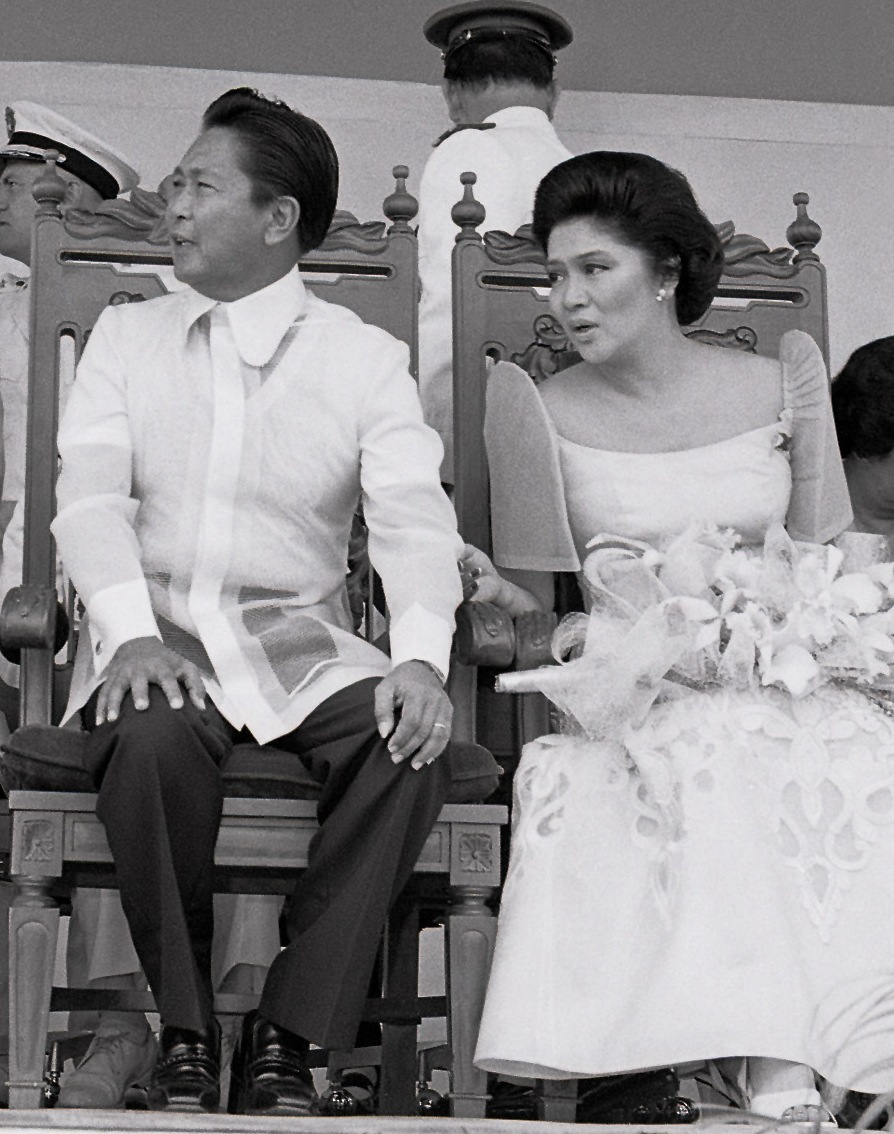
رئيس الوزراء فرديناند ماركوس والسيدة الأولى إيميلدا ماركوس في عام 1979.

في عام 1976، أصدر الرئيس فرديناند ماركوس المراسيم الرئاسية 991 و1033 التي تدعو إلى استفتاء دستوري، تم تحديده في 16 أكتوبر 1976. طُلب من الناخبين الإجابة عما إذا كانوا يريدون رفع الأحكام العرفية الجارية منذ عام 1972؛ وافق الأغلبية على استمرارها. بالإضافة إلى ذلك، تمت صياغة واعتماد التعديل السادس على دستور 1973، الذي دمج السلطات التشريعية والتنفيذية في منصب الرئيس. نص أحد أحكامه في وقت التصديق على أن الرئيس سيحصل على لقب رئيس الوزراء، مما أعاد إنشاء المنصب بعد عام 1899. ماركوس، الذي كان يشغل منصب الرئيس في نفس الوقت، استمر في ممارسة السلطات الممنوحة للرئيس بموجب دستور 1935. كما أنشأ التعديل الهيئة التشريعية ذات المجلس الواحد المعروفة باسم باتاسان بانبانسا المؤقت (الجمعية الوطنية المؤقتة أو IBP)، بالإضافة إلى نص ينص على أن الرئيس/رئيس الوزراء سيمارس السلطات التشريعية حتى يتم رفع الأحكام العرفية.
في 7 أبريل 1978، تم إجراء أول انتخابات لباتاسان بانبانسا، منذ إلغاء الكونغرس ذو المجلسين بموجب دستور 1973. سيطر حزب ماركوس الحاكم، كيلوسانغ باجونغ ليبونان (حركة المجتمع الجديد)، على 150 من أصل 165 مقعدًا في البرلمان. بحلول 12 يونيو، تم افتتاح IBP الذي أكد أيضًا منصب ماركوس كرئيس وزراء الفلبين.
عند افتتاحه لفترة رئاسية ثالثة في 30 يونيو 1981، تخلى ماركوس رسميًا عن سلطاته كرئيس للوزراء. عين وزير المالية آنذاك سيزار فيراتا لخلافته في المنصب خلال افتتاح الدورة الرابعة العادية لـ IBP في 27 يوليو 1981. فيراتا، حفيد أخ الرئيس السابق إيميليو أغوينالدو، كان يمثل الفلبين سابقًا في مجلس محافظي البنك الدولي. حتى ثورة سلطة الشعب عام 1986، شغل فيراتا هذا المنصب. كان يُعتقد أن ماركوس منح منصب رئيس الوزراء لفيراتا بسبب بعده عن السياسة الرئيسية. بخلاف كونه وزير مالية ماركوس، لم يكن فيراتا تهديدًا سياسيًا.

### الإلغاء
عندما تولت السلطة في أواخر فبراير 1986، عينت كورازون أكينو نائبها سلفادور لوريل، الذي كان شريكها في الانتخابات، ليخلف فيراطا في ظل حكومتها الثورية. ومع ذلك، تم لاحقًا إلغاء منصب رئيس الوزراء في مارس 1986 مع صدور الإعلان رقم 3، المعروف باسم "دستور الحرية".
الدستور اللاحق والذي لا يزال ساري المفعول حتى الآن، وهو دستور 1987، لا يتضمن أي أحكام لهذا المنصب، حيث أصبح الرئيس الآن رئيسًا للحكومة ورئيسًا للدولة في آن واحد.

### الصلاحيات والواجبات

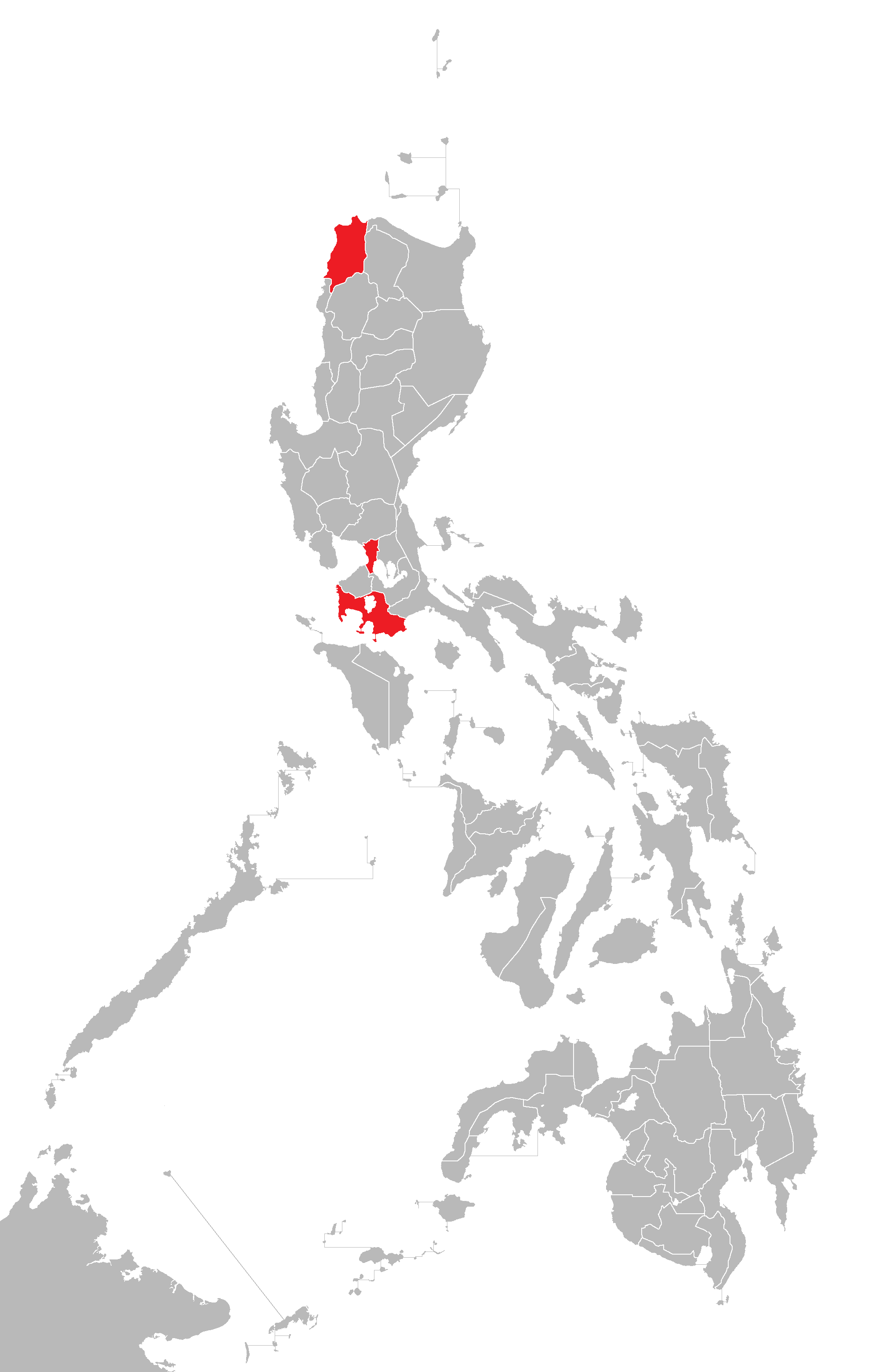
خريطة الفلبين توضح أماكن ولادة رؤساء الوزراء.

تم إنشاء منصب رئيس مجلس الحكومة بموجب دستور 1899 في الباب التاسع، حيث كان الدور الرئيسي لهذا المنصب هو رئاسة أمناء الرئيس الجمهورية. وكان أول رئيس للمجلس هو أبوليناريو مابيني، الذي كان يشغل أيضًا منصب وزير الخارجية آنذاك. يعادل رئيس المجلس في الوقت الحاضر منصب رئيس الوزراء، حيث كان مسؤولًا عن إدارة العمليات اليومية للحكومة.
وفر دستور 1973 صلاحيات وواجبات واضحة لرئيس الوزراء بدءًا من إدارة فرديناند إي. ماركوس. ينص الباب التاسع، القسم الثالث من دستور 1973 على المؤهلات الأساسية التي يجب أن تتوفر في الفرد ليكون رئيسًا للوزراء: يجب أن يكون عضوًا في باتاسانغ بامباسا المؤقت (الجمعية الوطنية). ولتصبح عضوًا في باتاسانغ بامباسا المؤقت، يجب أن يكون الفرد مواطنًا مؤهلًا للجمهورية وأن يتم انتخابه من قبل الدائرة الانتخابية التي سيمثلها في الجمعية. على الرغم من أن تعيين رئيس الوزراء مذكور بشكل واضح في الدستور، إلا أن رئيس الوزراء كان معفيًا من العزل، مما مهد الطريق لبقاء رئيس الوزراء في منصبه لفترة غير محددة. وفي نفس السياق، يمكن لرئيس الوزراء ونائبه ترك منصبهما بإرادتهما. ومع ذلك، كما هو الحال في البرلمانات الأخرى، يمكن لباتاسانغ بامباسا (الجمعية الوطنية) سحب الثقة من رئيس الوزراء فقط من خلال انتخاب خليفة بأغلبية أصوات جميع أعضائها.
بالإضافة إلى كونه رئيسًا للحكومة، يرأس رئيس الوزراء أيضًا مجلس الوزراء. لديه سلطة تعيين أعضاء مجلس الوزراء، وغالبًا ما يتم اختيارهم من الجمعية الوطنية. كما أن لديه الحق في عزلهم وفقًا لتقديره.
كما أن لديه الصلاحيات والواجبات التالية:
- تعيين نائب رئيس الوزراء الذي يتمتع بالصلاحيات التي يمنحها له رئيس الوزراء؛
- تقديم برنامج الحكومة وحالتها إلى الجمعية الوطنية في بداية كل دورة عادية؛
- الإشراف على جميع الوزارات المنصوص عليها في القانون؛
- قيادة القوات المسلحة الفلبينية بصفته القائد الأعلى لها؛
- تعيين رؤساء المكاتب الحكومية والترقية إلى رتبة عميد ولواء في القوات المسلحة؛
- منح التأجيلات، تخفيف العقوبات، والعفو؛ وإلغاء الغرامات والمصادرات بعد الإدانة النهائية؛ ومنح العفو بموافقة الجمعية الوطنية، إلا في حالات العزل؛
- ضمان القروض الخارجية والمحلية للجمهورية.
في القسم 16، تم ذكر أن جميع الصلاحيات التي كانت ممنوحة بموجب دستور 1935 لرئيس الجمهورية سيتم نقلها إلى رئيس الوزراء، إلا إذا قررت الجمعية الوطنية خلاف ذلك. وهذا يشمل سلطة رئيس الوزراء في توقيع وإبرام المعاهدات والاتفاقيات الخارجية، بالإضافة إلى تعيين السفراء والقناصل بموافقة لجنة التعيينات.
ومع ذلك، وبعد التعديلات التي أُدخلت على دستور 1973 في عام 1981، والتي أنشأت ما يُعرف بشكل حكومة برلمانية معدلة، ذات طابع شبه رئاسي، على غرار نظام بيرو، تمت استعادة معظم الصلاحيات التنفيذية التي كان يمتلكها رئيس الوزراء إلى الرئيس، الذي سيتم انتخابه مباشرة من قبل الشعب ويكون له سيطرة كاملة على الوزارات كرئيس تنفيذي، وهو الذي يحدد السياسات الوطنية والخارجية للبلاد ويقود القوات المسلحة. يحتفظ الرئيس بحق إصدار مراسيم لها قوة القانون في أي وقت وفقًا للتعديل رقم 6 للدستور المذكور، والذي تم التصديق عليه في عام 1976. تم الإبقاء على منصب رئيس الوزراء كرئيس لمجلس الوزراء، ولكن تم تقليص صلاحياته إلى الإشراف على الوزارات. يتم انتخابه من قبل أغلبية أعضاء باتاسانغ بامباسا، الهيئة التشريعية البرلمانية الأحادية في البلاد آنذاك، بناءً على ترشيح الرئيس. يتحمل رئيس الوزراء، إلى جانب مجلس الوزراء، المسؤولية أمام باتاسانغ بامباسا عن برنامج حكومي يجب أن يتم الموافقة عليه أولاً من قبل الرئيس.
بموجب الأمر التنفيذي رقم 708 الصادر في 27 يوليو 1981، تم توسيع صلاحيات رئيس الوزراء، خاصة فيما يتعلق بالإشراف على الوزارات. تم تكليف رئيس الوزراء بإدارة التفاصيل اليومية لإدارة الحكومة، وتنسيق أنشطة الوزارات، والتصرف في جميع الأمور التي يفوضها الرئيس دون الإشارة إلى عبارة "بسلطة الرئيس". وفي عام 1984، تم تكليف رئيس الوزراء أيضًا برئاسة لجنة وزارية دائمة تم إنشاؤها لمساعدة الرئيس في مهامه، كلما رأى ذلك مناسبًا، وكرئيس للجنة، تم تعيينه كضابط تنفيذي لتنفيذ قراراتها وإجراءاتها.

## قائمة رؤساء الوزراء
| الرقم                                            | الصورة | الاسم (فترة الحياة)           | الحزب                    | الحزب                     | المدة                                              | الانتخابات | الهيئة التشريعية                        | الرئيس           |
| ------------------------------------------------ | ------ | ----------------------------- | ------------------------ | ------------------------- | -------------------------------------------------- | ---------- | --------------------------------------- | ---------------- |
| 1                                                |        | أبوليناريو مابيني (1864–1903) |                          | مستقل                     | 2 يناير 1899 – 7 مايو 1899 (125 أيام)              | 1898       | مؤتمر مالولوس                           | إميليو أغوينالدو |
| 2                                                |        | بيدرو باتيرنو (1857–1911)     |                          | مستقل                     | 8 مايو 1899 – 13 نوفمبر 1899 (189 أيام)            | 1898       | مؤتمر مالولوس                           | إميليو أغوينالدو |
| تم إلغاء المنصب (13 نوفمبر 1899 – 17 يناير 1973) |        |                               |                          |                           |                                                    |            |                                         |                  |
| المنصب شاغر (17 يناير 1973 – 12 يونيو 1978)      |        |                               |                          |                           |                                                    |            |                                         |                  |
| 3                                                |        | فرديناند ماركوس (1917–1989)   |                          | KBL                       | 12 يونيو 1978 – 30 يونيو 1981 (3 سنوات و18 أيام)   | 1978       | باتاسانغ بامباسا المؤقت                 | فرديناند ماركوس  |
| 4                                                |        | سيزار فيراتا (ولد 1930)       |                          | KBL                       | 28 يوليو 1981 – 25 فبراير 1986 (4 سنوات و212 أيام) | 1978       | باتاسانغ بامباسا المؤقت                 | فرديناند ماركوس  |
| 4                                                | 1984   | سيزار فيراتا (ولد 1930)       | باتاسانغ بامباسا النظامي | KBL                       | 28 يوليو 1981 – 25 فبراير 1986 (4 سنوات و212 أيام) |            |                                         | فرديناند ماركوس  |
| 5                                                | 1984   |                               | باتاسانغ بامباسا النظامي | سلفادور لوريل (1928–2004) |                                                    | UNIDO      | 25 فبراير 1986 – 25 مارس 1986 (28 أيام) | كورازون أكينو    |
| تم إلغاء المنصب (منذ 25 مارس 1986)               |        |                               |                          |                           |                                                    |            |                                         |                  |

## قائمة نواب الرئيس
| الرقم                  | الصورة                | الاسم(فترة الحياة)                 | الحزب | الحزب                     | المدة                                              | الانتخابات | الرئيس              | العصر         |                 |
| ---------------------- | --------------------- | ---------------------------------- | ----- | ------------------------- | -------------------------------------------------- | ---------- | ------------------- | ------------- | --------------- |
| 1                      |                       | سيرجيو أوسمينيا (1869–1964)        |       | الوطني                    | 15 نوفمبر 1935 – 1 أغسطس 1944 (9 سنوات و106 أيام)  | 1935       | مانويل إل. كويزون   | الكومنولث     |                 |
| 1                      | 1941                  | سيرجيو أوسمينيا (1869–1964)        |       | الوطني                    | 15 نوفمبر 1935 – 1 أغسطس 1944 (9 سنوات و106 أيام)  |            | مانويل إل. كويزون   | الكومنولث     |                 |
| سيرجيو أوسمينيا        |                       |                                    |       |                           |                                                    |            |                     | الكومنولث     |                 |
| 2                      |                       | إلبيديو كويرينو (1890–1956)        |       | الليبرالي                 | 28 مايو 1946 – 17 أبريل 1948 (1 سنة و323 أيام)     | 1946       | مانويل روكساس       | الكومنولث     |                 |
| 2                      | الجمهورية الثالثة     | إلبيديو كويرينو (1890–1956)        |       | الليبرالي                 | 28 مايو 1946 – 17 أبريل 1948 (1 سنة و323 أيام)     | 1946       | مانويل روكساس       |               |                 |
| إلبيديو كويرينو        |                       |                                    |       |                           |                                                    | 1946       |                     |               |                 |
| 3                      |                       | فرناندو لوبيز (1904–1993)          |       | الليبرالي (حتى 1953)      | 30 ديسمبر 1949 – 30 ديسمبر 1953 (4 سنوات)          | 1949       |                     |               |                 |
| 3                      | الديمقراطي (من 1953)  | فرناندو لوبيز (1904–1993)          |       |                           | 30 ديسمبر 1949 – 30 ديسمبر 1953 (4 سنوات)          | 1949       |                     |               |                 |
| 4                      |                       | كارلوس بي. غارسيا (1896–1971)      |       | الوطني                    | 30 ديسمبر 1953 – 17 مارس 1957 (3 سنوات و77 أيام)   | 1953       | رامون ماجسايساي     |               |                 |
| كارلوس بي. غارسيا      |                       |                                    |       |                           |                                                    | 1953       |                     |               |                 |
| 5                      |                       | ديوسدادو ماكاباغال (1910–1997)     |       | الليبرالي                 | 30 ديسمبر 1957 – 30 ديسمبر 1961 (4 سنوات)          | 1957       |                     |               |                 |
| 6                      |                       | إيمانويل بيلايز (1915–2003)        |       | الليبرالي                 | 30 ديسمبر 1961 – 30 ديسمبر 1965 (4 سنوات)          | 1961       | ديوسدادو ماكاباغال  |               |                 |
| 6                      | الوطني (من 1964)      | إيمانويل بيلايز (1915–2003)        |       |                           | 30 ديسمبر 1961 – 30 ديسمبر 1965 (4 سنوات)          | 1961       | ديوسدادو ماكاباغال  |               |                 |
| 7                      |                       | فرناندو لوبيز (1904–1993)          |       | الوطني                    | 30 ديسمبر 1965 – 17 يناير 1973 (7 سنوات و18 أيام)  | 1965       | فرديناند ماركوس     |               |                 |
| 7                      | 1969                  | فرناندو لوبيز (1904–1993)          |       | الوطني                    | 30 ديسمبر 1965 – 17 يناير 1973 (7 سنوات و18 أيام)  |            | فرديناند ماركوس     |               |                 |
| 7                      | قانون الأحكام العرفية | فرناندو لوبيز (1904–1993)          |       | الوطني                    | 30 ديسمبر 1965 – 17 يناير 1973 (7 سنوات و18 أيام)  |            | فرديناند ماركوس     |               |                 |
| الجمهورية الرابعة      |                       |                                    |       |                           |                                                    |            | فرديناند ماركوس     |               |                 |
| 8                      |                       | سلفادور لوريل (1928–2004)          |       | UNIDO (حتى 1988)          | 25 فبراير 1986 – 30 يونيو 1992 (6 سنوات و126 أيام) | 1986       | فرديناند ماركوس     | كورازون أكينو | الحكومة المؤقتة |
| 8                      | الجمهورية الخامسة     | سلفادور لوريل (1928–2004)          |       | UNIDO (حتى 1988)          | 25 فبراير 1986 – 30 يونيو 1992 (6 سنوات و126 أيام) | 1986       | فرديناند ماركوس     | كورازون أكينو |                 |
| 8                      | الوطني (من 1988)      | سلفادور لوريل (1928–2004)          |       |                           | 25 فبراير 1986 – 30 يونيو 1992 (6 سنوات و126 أيام) | 1986       |                     | كورازون أكينو |                 |
| 9                      |                       | جوزيف إسترادا (ولد 1937)           |       | NPC (حتى 1997)            | 30 يونيو 1992 – 30 يونيو 1998 (6 سنوات)            | 1992       | فيدل ف. راموس       |               |                 |
| 9                      | LAMMP (من 1997)       | جوزيف إسترادا (ولد 1937)           |       |                           | 30 يونيو 1992 – 30 يونيو 1998 (6 سنوات)            | 1992       | فيدل ف. راموس       |               |                 |
| 10                     |                       | غلوريا ماكاباغال أرويو (ولدت 1947) |       | لاكاس–NUCD                | 30 يونيو 1998 – 20 يناير 2001 (2 سنوات و204 أيام)  | 1998       | جوزيف إسترادا       |               |                 |
| غلوريا ماكاباغال أرويو |                       |                                    |       |                           |                                                    | 1998       |                     |               |                 |
| 11                     |                       | تيوفستو غوينغونا جونيور (ولد 1928) |       | لاكاس–NUCD (حتى 2003)     | 7 فبراير 2001 – 30 يونيو 2004 (3 سنوات و144 أيام)  | 1998       |                     |               |                 |
| 11                     | مستقل (من 2003)       | تيوفستو غوينغونا جونيور (ولد 1928) |       |                           | 7 فبراير 2001 – 30 يونيو 2004 (3 سنوات و144 أيام)  | 1998       |                     |               |                 |
| 12                     |                       | نولي دي كاسترو (ولد 1949)          |       | مستقل                     | 30 يونيو 2004 – 30 يونيو 2010 (6 سنوات)            | 2004       |                     |               |                 |
| 13                     |                       | جيجومار بيناي (ولد 1942)           |       | PDP–Laban (حتى 2012)      | 30 يونيو 2010 – 30 يونيو 2016 (6 سنوات)            | 2010       | بينينو أكينو الثالث |               |                 |
| 13                     | UNA (من 2012)         | جيجومار بيناي (ولد 1942)           |       |                           | 30 يونيو 2010 – 30 يونيو 2016 (6 سنوات)            | 2010       | بينينو أكينو الثالث |               |                 |
| 14                     |                       | ليني روبريدو (ولدت 1965)           |       | الليبرالي                 | 30 يونيو 2016 – 30 يونيو 2022 (6 سنوات)            | 2016       | رودريغو دوتيرتي     |               |                 |
| 15                     |                       | سارة دوتيرتي (ولدت 1978)           |       | لاكاس–سي إم دي (حتى 2023) | 30 يونيو 2022 – حاليًا (2 سنوات و254 أيام)          | 2022       | بونغبونغ ماركوس     |               |                 |
| 15                     | هوغبونغ نغ باغباباغو  | سارة دوتيرتي (ولدت 1978)           |       |                           | 30 يونيو 2022 – حاليًا (2 سنوات و254 أيام)          | 2022       | بونغبونغ ماركوس     |               |                 |

## قائمة الرؤساء
| الرقم | الصورة                                            | الاسم(فترة الحياة)                 | الحزب                          | الحزب             | المدة                                               | الانتخابات | نائب الرئيس                               | العصر                       |                  |                                                    |      |                                     |                 |
| --- | ------------------------------------------------- | ---------------------------------- | ------------------------------ | ----------------- | --------------------------------------------------- | --- | ----------------------------------------- | --------------------------- | ---------------- | -------------------------------------------------- | ---- | ----------------------------------- | --------------- |
| 1 |                                                   | إميليو أغوينالدو (1869–1964)       |                                | بدون              | 23 يناير 1899 – 19 أبريل 1901 (2 سنوات و86 أيام)    | 1899\| data-sort-value="" style="background: #ececec; color: #2C2C2C; vertical-align: middle; text-align: center; " class="table-na" \| بلا  | الجمهورية الأولى                          |                             |                  |                                                    |      |                                     |                 |
| rowspan="2" data-sort-value="" style="background: #ececec; color: #2C2C2C; vertical-align: middle; text-align: center; " class="table-na" \| بلا | الحكومة العسكرية الأمريكية                        |                                    |                                |                   |                                                     | |                                           |                             |                  |                                                    |      |                                     |                 |
| – | الحكومة الجزرية الأمريكية                         |                                    |                                |                   |                                                     | |                                           |                             |                  |                                                    |      |                                     |                 |
| 2 |                                                   | مانويل إل. كويزون (1878–1944)      |                                | الوطني            | 15 نوفمبر 1935 – 1 أغسطس 1944 (8 سنوات و260 أيام)   | 1935 | سيرجيو أوسمينيا (الوطني)                  | الكومنولث                   |                  |                                                    |      |                                     |                 |
| 2 | 1941                                              | مانويل إل. كويزون (1878–1944)      |                                | الوطني            | 15 نوفمبر 1935 – 1 أغسطس 1944 (8 سنوات و260 أيام)   | | سيرجيو أوسمينيا (الوطني)                  | الكومنولث                   |                  |                                                    |      |                                     |                 |
| 3 |                                                   | خوسيه بي. لوريل (1891–1959)        |                                | كاليبابي          | 14 أكتوبر 1943 – 17 أغسطس 1945 (1 سنة و307 أيام)    | 1943\| data-sort-value="" style="background: #ececec; color: #2C2C2C; vertical-align: middle; text-align: center; " class="table-na" \| بلا  | الجمهورية الثانية                         |                             |                  |                                                    |      |                                     |                 |
| 4 |                                                   | سيرجيو أوسمينيا (1878–1961)        |                                | الوطني            | 1 أغسطس 1944 – 28 مايو 1946 (1 سنة و300 أيام)       | 1941\| data-sort-value="" style="background: #ececec; color: #2C2C2C; vertical-align: middle; text-align: center; " class="table-na" \| شاغر | الكومنولث                                 |                             |                  |                                                    |      |                                     |                 |
| 5 |                                                   | مانويل روكساس (1892–1948)          |                                | الليبرالي         | 28 مايو 1946 – 15 أبريل 1948 (1 سنة و323 أيام)      | 1946 | الكومنولث                                 | إلبيديو كويرينو (الليبرالي) |                  |                                                    |      |                                     |                 |
| 5 | الجمهورية الثالثة                                 | مانويل روكساس (1892–1948)          |                                | الليبرالي         | 28 مايو 1946 – 15 أبريل 1948 (1 سنة و323 أيام)      | 1946 |                                           | إلبيديو كويرينو (الليبرالي) |                  |                                                    |      |                                     |                 |
| 6 |                                                   | إلبيديو كويرينو (1890–1956)        |                                | الليبرالي         | 17 أبريل 1948 – 30 ديسمبر 1953 (5 سنوات و257 أيام)  | 1946 | شاغر                                      |                             |                  |                                                    |      |                                     |                 |
| 6 | 1949                                              | إلبيديو كويرينو (1890–1956)        | فرناندو لوبيز (الليبرالي)      | الليبرالي         | 17 أبريل 1948 – 30 ديسمبر 1953 (5 سنوات و257 أيام)  | |                                           |                             |                  |                                                    |      |                                     |                 |
| 7 |                                                   | رامون ماجسايساي (1907–1957)        |                                | الوطني            | 30 ديسمبر 1953 – 17 مارس 1957 (3 سنوات و77 أيام)    | 1953 | كارلوس بي. غارسيا (الوطني)                |                             |                  |                                                    |      |                                     |                 |
| 8 |                                                   | كارلوس بي. غارسيا (1896–1971)      |                                | الوطني            | 18 مارس 1957 – 30 ديسمبر 1961 (4 سنوات و287 أيام)   | 1953 | بلا                                       |                             |                  |                                                    |      |                                     |                 |
| 8 | 1957                                              | كارلوس بي. غارسيا (1896–1971)      | ديوسدادو ماكاباغال (الليبرالي) | الوطني            | 18 مارس 1957 – 30 ديسمبر 1961 (4 سنوات و287 أيام)   | |                                           |                             |                  |                                                    |      |                                     |                 |
| 9 |                                                   | ديوسدادو ماكاباغال (1910–1997)     |                                | الليبرالي         | 30 ديسمبر 1961 – 30 ديسمبر 1965 (4 سنوات)           | 1961 | إيمانويل بيلايز (الليبرالي، لاحقًا الوطني) |                             |                  |                                                    |      |                                     |                 |
| 10 |                                                   | فرديناند ماركوس (1917–1989)        |                                | الوطني (حتى 1978) | 30 ديسمبر 1965 – 25 فبراير 1986 (20 سنوات و57 أيام) | 1965 | فرناندو لوبيز (الوطني)                    |                             |                  |                                                    |      |                                     |                 |
| 10 | 1969                                              | فرديناند ماركوس (1917–1989)        |                                | الوطني (حتى 1978) | 30 ديسمبر 1965 – 25 فبراير 1986 (20 سنوات و57 أيام) | | فرناندو لوبيز (الوطني)                    |                             |                  |                                                    |      |                                     |                 |
| 10 | قانون الأحكام العرفية                             | فرديناند ماركوس (1917–1989)        |                                | الوطني (حتى 1978) | 30 ديسمبر 1965 – 25 فبراير 1986 (20 سنوات و57 أيام) | | فرناندو لوبيز (الوطني)                    |                             |                  |                                                    |      |                                     |                 |
| 10 | 1973                                              | فرديناند ماركوس (1917–1989)        |                                | الوطني (حتى 1978) | 30 ديسمبر 1965 – 25 فبراير 1986 (20 سنوات و57 أيام) | |                                           |                             |                  |                                                    |      |                                     |                 |
| 10 | 1977                                              | فرديناند ماركوس (1917–1989)        |                                | الوطني (حتى 1978) | 30 ديسمبر 1965 – 25 فبراير 1986 (20 سنوات و57 أيام) | |                                           |                             |                  |                                                    |      |                                     |                 |
| 10 | KBL (من 1978)                                     | فرديناند ماركوس (1917–1989)        |                                | الوطني (حتى 1978) | 30 ديسمبر 1965 – 25 فبراير 1986 (20 سنوات و57 أيام) | |                                           |                             |                  |                                                    |      |                                     |                 |
| 10 | 1981                                              | فرديناند ماركوس (1917–1989)        | الجمهورية الرابعة              |                   | 30 ديسمبر 1965 – 25 فبراير 1986 (20 سنوات و57 أيام) | |                                           |                             |                  |                                                    |      |                                     |                 |
| 10 | 1981                                              | فرديناند ماركوس (1917–1989)        | الجمهورية الرابعة              | 11                | 30 ديسمبر 1965 – 25 فبراير 1986 (20 سنوات و57 أيام) | | كورازون أكينو (1933–2009)                 |                             | UNIDO (حتى 1988) | 25 فبراير 1986 – 30 يونيو 1992 (6 سنوات و126 أيام) | 1986 | سلفادور لوريل (UNIDO، لاحقًا الوطني) | الحكومة المؤقتة |
| 10 | الجمهورية الخامسة                                 | فرديناند ماركوس (1917–1989)        |                                | 11                | 30 ديسمبر 1965 – 25 فبراير 1986 (20 سنوات و57 أيام) | | كورازون أكينو (1933–2009)                 |                             | UNIDO (حتى 1988) | 25 فبراير 1986 – 30 يونيو 1992 (6 سنوات و126 أيام) | 1986 | سلفادور لوريل (UNIDO، لاحقًا الوطني) |                 |
| | مستقل (من 1988)                                   |                                    |                                | 11                |                                                     | | كورازون أكينو (1933–2009)                 |                             |                  | 25 فبراير 1986 – 30 يونيو 1992 (6 سنوات و126 أيام) | 1986 | سلفادور لوريل (UNIDO، لاحقًا الوطني) |                 |
| 12 |                                                   | فيدل ف. راموس (1928–2022)          |                                | لاكاس–NUCD        | 30 يونيو 1992 – 30 يونيو 1998 (6 سنوات)             | 1992 | جوزيف إسترادا (NPC، لاحقًا LAMMP)          |                             |                  |                                                    |      |                                     |                 |
| 13 |                                                   | جوزيف إسترادا (ولد 1937)           |                                | LAMMP             | 30 يونيو 1998 – 20 يناير 2001 (2 سنوات و204 أيام)   | 1998 | غلوريا ماكاباغال أرويو (لاكاس–NUCD)       |                             |                  |                                                    |      |                                     |                 |
| 14 |                                                   | غلوريا ماكاباغال أرويو (ولدت 1947) |                                | لاكاس–سي إم دي    | 20 يناير 2001 – 30 يونيو 2010 (9 سنوات و161 أيام)   | 1998 | شاغر                                      |                             |                  |                                                    |      |                                     |                 |
| 14 | تيوفستو غوينغونا جونيور (لاكاس–NUCD، لاحقًا مستقل) | غلوريا ماكاباغال أرويو (ولدت 1947) |                                | لاكاس–سي إم دي    | 20 يناير 2001 – 30 يونيو 2010 (9 سنوات و161 أيام)   | 1998 |                                           |                             |                  |                                                    |      |                                     |                 |
| 14 | 2004                                              | غلوريا ماكاباغال أرويو (ولدت 1947) | نولي دي كاسترو (مستقل)         | لاكاس–سي إم دي    | 20 يناير 2001 – 30 يونيو 2010 (9 سنوات و161 أيام)   | |                                           |                             |                  |                                                    |      |                                     |                 |
| 15 |                                                   | بينينو أكينو الثالث (1960–2021)    |                                | الليبرالي         | 30 يونيو 2010 – 30 يونيو 2016 (6 سنوات)             | 2010 | جيجومار بيناي (PDP–Laban، لاحقًا UNA)      |                             |                  |                                                    |      |                                     |                 |
| 16 |                                                   | رودريغو دوتيرتي (ولد 1945)         |                                | PDP–Laban         | 30 يونيو 2016 – 30 يونيو 2022 (6 سنوات)             | 2016 | ليني روبريدو (الليبرالي)                  |                             |                  |                                                    |      |                                     |                 |
| 17 |                                                   | بونغبونغ ماركوس (ولد 1957)         |                                | PFP               | 30 يونيو 2022 – حاليًا (2 سنوات و254 أيام)           | 2022 | سارة دوتيرتي (لاكاس–سي إم دي/HNP)         |                             |                  |                                                    |      |                                     |                 |

## إحصاءات
- رئيس الوزراء السابق الذي لا يزال على قيد الحياة:

سيزار فيراتا (1981–1986) (ولد في 12 ديسمبر 1930) — 94 سنوات و89 أيام
- قائمة رؤساء الوزراء حسب العمر عند بداية المنصب:

1. فرديناند ماركوس — 60 سنوات و274 أيام
2. سلفادور لوريل — 57 سنوات و99 أيام
3. سيزار فيراتا — 50 سنوات و200 أيام
4. بيدرو باتيرنو — 41 سنوات و69 أيام
5. أبوليناريو مابيني — 34 سنوات و163 أيام

- قائمة رؤساء الوزراء حسب مدة المنصب:

1. سيزار فيراتا (1981–1986) — 4 سنوات و240 أيام
2. فرديناند ماركوس (1978–1981) — 3 سنوات و18 أيام
3. أبوليناريو مابيني (1899) — 184 أيام
4. بيدرو باتيرنو (1899) — 131 أيام
5. سلفادور لوريل (1986) — 28 أيام

### قائمة المصادر
أعمال منشورة
- Borthwick، Mark (20 أبريل 2018)، Pacific Century: The Emergence of Modern Pacific Asia، Taylor & Francis، ISBN:978-0-429-97452-6، مؤرشف من الأصل في 2023-01-09
- Case، William (2002)، Politics in Southeast Asia: Democracy or Less، روتليدج (دار نشر)، ISBN:0-7007-1636-X، مؤرشف من الأصل في 2023-01-09 (ردمك 978-0-7007-1636-4)
- Celoza، Albert F. (1997)، Ferdinand Marcos and the Philippines: the Political Economy of Authoritarianism، Greenwood Publishing Group، ISBN:0-275-94137-X، مؤرشف من الأصل في 2024-09-26 (ردمك 978-0-275-94137-6)
- Guevara، Sulpicio (1972)، The Laws of the First Philippine Republic (The Laws of Malolos), 1898-1899، Manila: National Historical Commission تمت أرشفته رقميًا وإعادة نشره في مكتبة جامعة ميشيغان، آن آربر، ميشيغان، الولايات المتحدة منذ عام 2005.
- Hunt، Michael H.؛ Levine، Steven I. (2012)، Arc of Empire: America's Wars in Asia from the Philippines to Vietnam، Univ of North Carolina Press، ISBN:978-0-8078-3528-9، مؤرشف من الأصل في 2023-01-09
- Kalaw، Maximo Manguiat (1927)، "Appendix C. Aguinaldo's Proclamation of June 23, 1898, Establishing the Revolutionary Government"، The Development of Philippine Politics، Oriental commercial، اطلع عليه بتاريخ 2011-04-15
- Keat، Gin Ooi (2004)، Southeast Asia: A Historical Encyclopedia, from Angkor Wat to East Timor، ABC-CLIO، ISBN:1-57607-770-5، مؤرشف من الأصل في 2024-09-25 (ردمك 978-1-57607-770-2)
- Mojares، Resil B. (2006)، Brains of the Nation: Pedro Paterno, T.H. Pardo de Tavera, Isabelo de Los Reyes, and the Production of Modern Knowledge، Ateneo University Press، ISBN:978-971-550-496-6، مؤرشف من الأصل في 2024-12-29
- Pomeroy، William J. (1992)، The Philippines: Colonialism, Collaboration, and Resistance، International Publishers Co.، ISBN:0-7178-0692-8، مؤرشف من الأصل في 2023-01-09 (ردمك 978-0-7178-0692-8)
- Steinberg، David Joel (2000)، The Philippines: A Singular and A Plural Place، Basic Books، ISBN:0-8133-3755-0، مؤرشف من الأصل في 2017-02-24 (ردمك 978-0-8133-3755-5)
- Taylor & Francis (2004)، Europa World Year Book 2, Book 2، Taylor & Francis Group، ISBN:1-85743-255-X، مؤرشف من الأصل في 2024-10-07 (ردمك 978-1-85743-255-8)
- Teehankee، Julio (2006)، Electoral Politics in the Philippines (PDF)، مؤرشف من الأصل (PDF) في 2025-01-18
- Tucker، Spencer C. (2009)، The Encyclopedia of the Spanish–American and Philippine–American Wars: A Political, Social, and Military History، ABC-CLIO، ISBN:978-1-85109-951-1، مؤرشف من الأصل في 2024-09-25 (ردمك 978-1-85109-951-1)

| سبقه الحاكم العام لـجزر الهند الشرقية الإسبانية | رئيس حكومة الفلبين 1899      | تبعه رئيس الفلبين |
| سبقه رئيس الفلبين                               | رئيس حكومة الفلبين 1978–1986 | رئيس الفلبين      |